# Leroy Dixon
 Leroy Dixon (South Bend, 20 de julho de 1983) é um ex-velocista norte-americano, especialista nos 100 m e 200 m rasos, campeão mundial de atletismo no revezamento 4x100 m em Osaka 2007.